# Gypsy Love (operetta)
Gipsy Love (Tedesco: Zigeunerliebe) è un'operetta in tre atti di Franz Lehár con un libretto di Alfred Willner e Robert Bodanzky, corredato delle traduzioni in inglese e francese, e revisioni a più mani.

## Storia

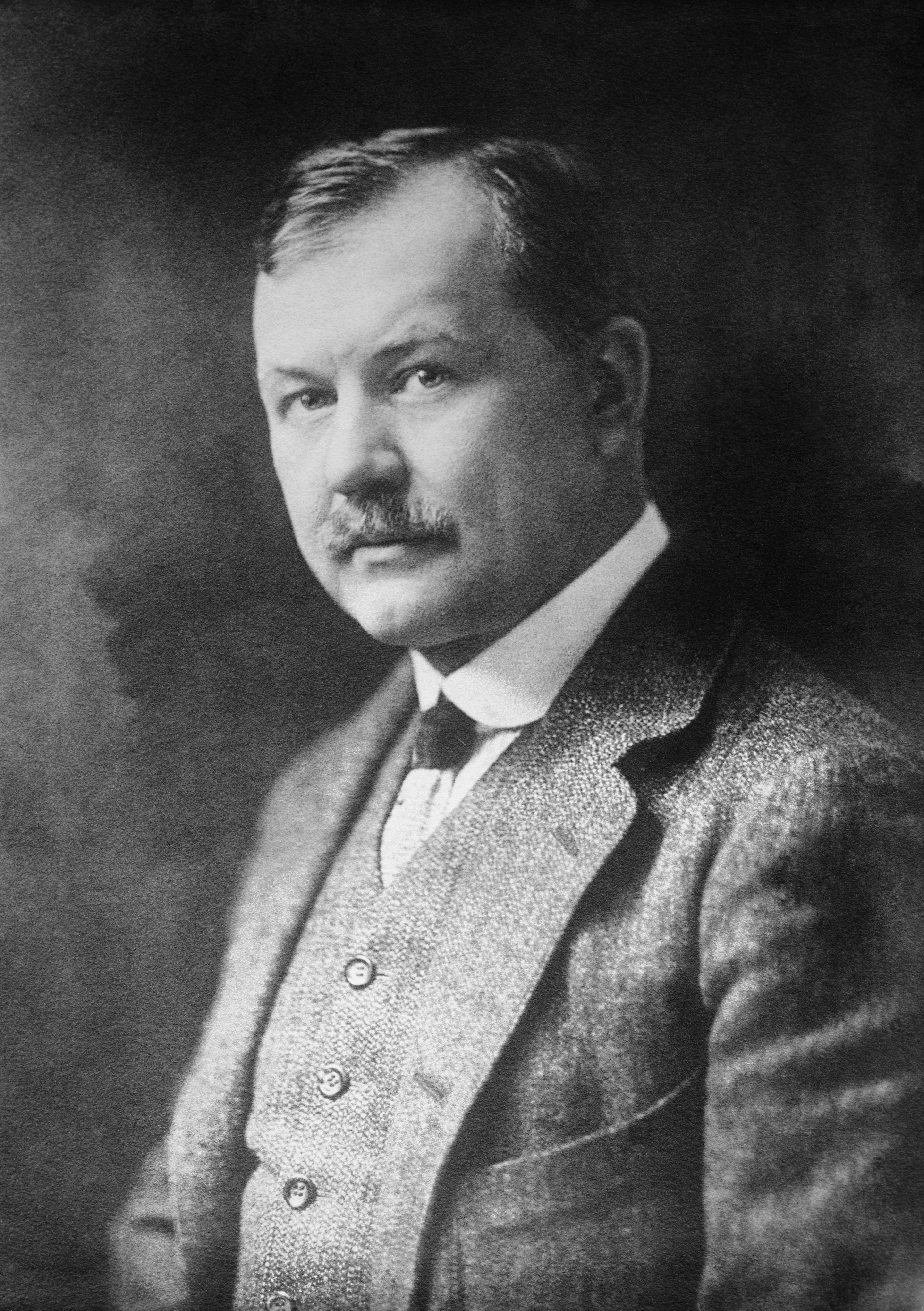
Franz Lehár

La storia è incentrata sulla figlia di un proprietario terriero rumeno, fidanzata ad un uomo della sua stessa classe sociale, ma attratta da un violinista zingaro alla sua festa di fidanzamento. La storia, pensierosa e romantica, presentava musica da ballo.
La produzione originale, Zigeunerliebe, fu presentata in anteprima al Carltheater di Vienna l'8 gennaio 1910.
Una versione francese, Amour Tzigane, fece tournée in Francia con grande successo nel 1911 e il pezzo continua ad essere suonato nell'Europa orientale.
La prima produzione in lingua inglese di Gipsy Love iniziò al Globe Theatre di Broadway, il 17 ottobre 1911, su libretto e testi di Harry B. Smith e Robert B. Smith, con Marguerite Sylva. Una nuova traduzione e revisione di Basil Hood e Adrian Ross fu inaugurata al Daly's Theatre di Londra il 1º giugno 1912. Per la produzione londinese, George Edwardes fece scrivere a Hood nel libretto nuovo la parte comica di Lady Babby per Gertie Millar. Ingaggiò anche la star dell'operetta ungherese Sári Petráss per il ruolo romantico di Ilona (ribattezzata dall'originale Zorika), con W.H. Berry nei panni di Dragotin, suo padre, e con Robert Michaelis e Daisy Burrell.
La piece fu un flop a New York, ma un successo a Londra, andando in scena per 299 spettacoli e poi in tournée in tutta la Gran Bretagna nel 1913.